# Macrobiotus hystricogenitus
Macrobiotus hystricogenitus är en djurart som tillhör fylumet trögkrypare, och som beskrevs av Walter Maucci 1978. Macrobiotus hystricogenitus ingår i släktet Macrobiotus och familjen Macrobiotidae. Inga underarter finns listade i Catalogue of Life.